# Michelhausen
Michelhausen je městys v Rakousku ve spolkové zemi Dolní Rakousy v okrese Tulln.

## Geografie

### Geografická poloha
Michelhausen se nachází ve spolkové zemi Dolní Rakousy v regionu Mostviertel. Rozloha území městyse činí 32,01 km², z nichž 9,2 % je zalesněných.

### Části obce
Území městyse Michelhausen se skládá z osmi částí (v závorce uveden počet obyvatel k 1. 1. 2015):
- Atzelsdorf (350)
- Michelhausen (995)
- Michelndorf (214)
- Mitterndorf (189)
- Pixendorf (285)
- Rust im Tullnerfeld (411)
- Spital (122)
- Streithofen (170)

### Sousední obce
- na severu: Zwentendorf an der Donau
- na východu: Langenrohr, Judenau-Baumgarten, Sieghartskirchen
- na jihu: Asperhofen
- na západu: Atzenbrugg

## Politika

### Obecní zastupitelstvo
Obecní zastupitelstvo se skládá z 21 členů. Od komunálních voleb v roce 2015 zastávají následující strany tyto mandáty:
- 16 ÖVP
- 3 SPÖ
- 2 FPÖ

### Starosta
Nynějším starostou městyse Michelhausen je Rudolf Friewald ze strany ÖVP.

## Galerie

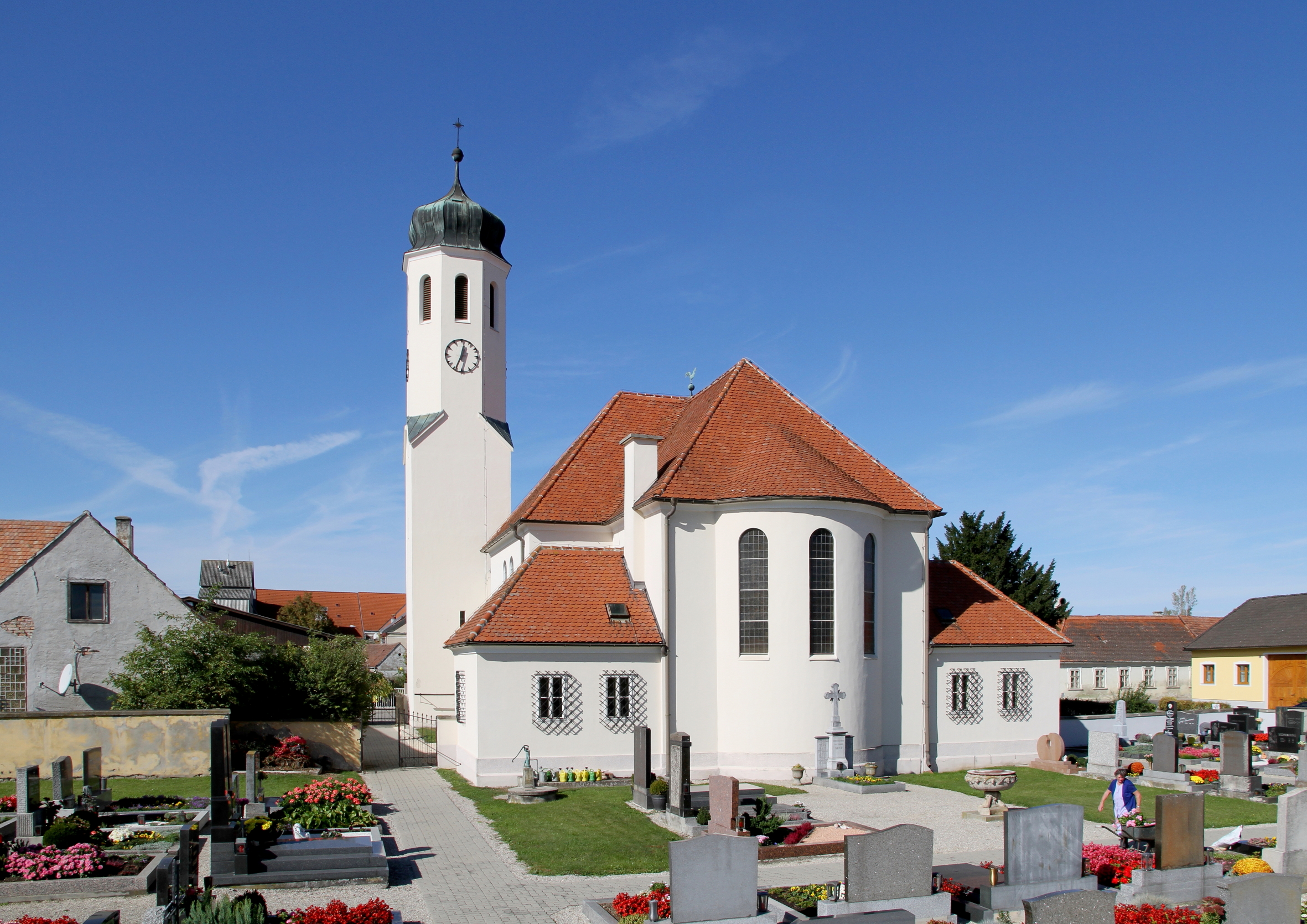
Kostel v Rustu im Tullnerfeld
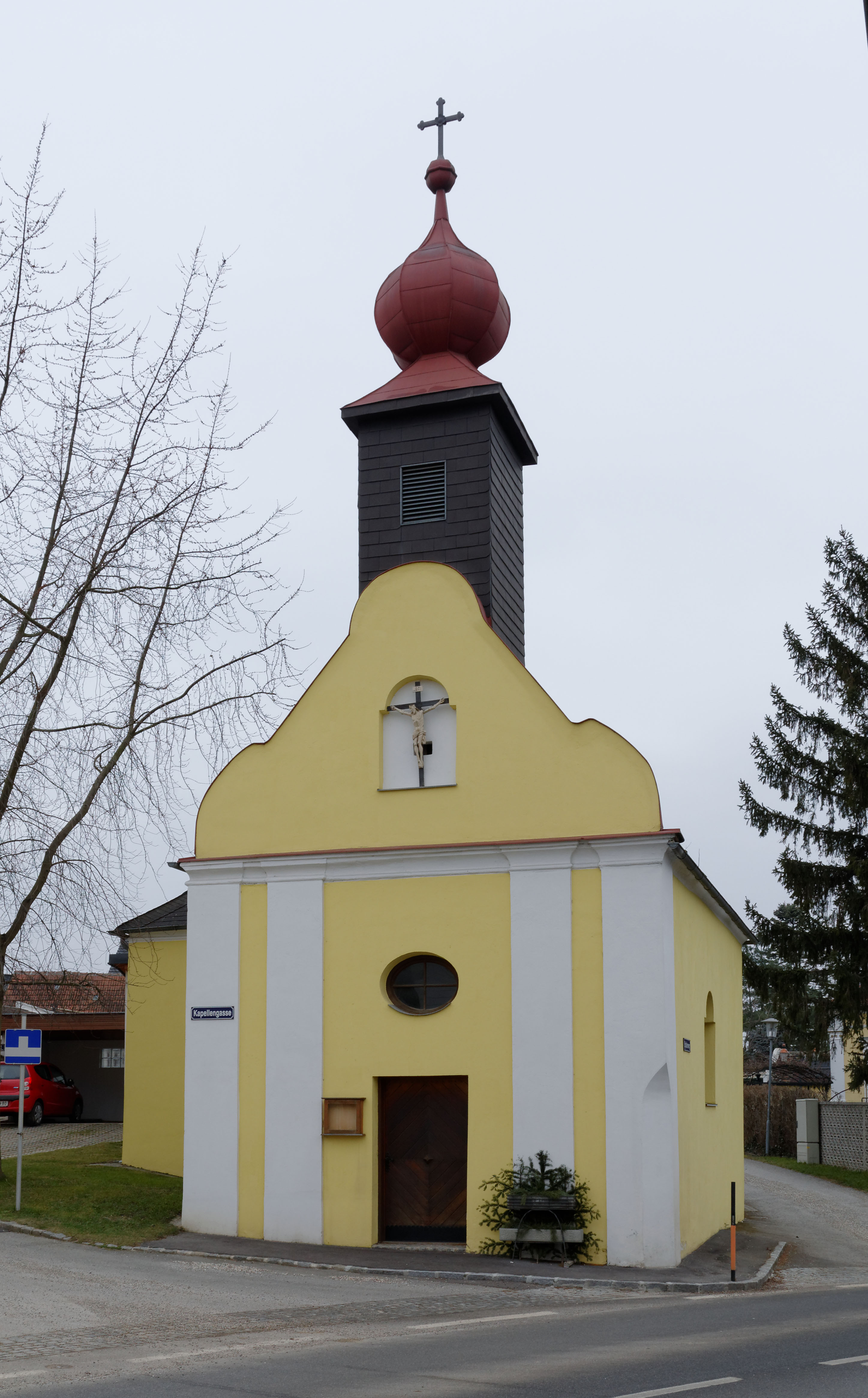
Kaple ve Streithofenu
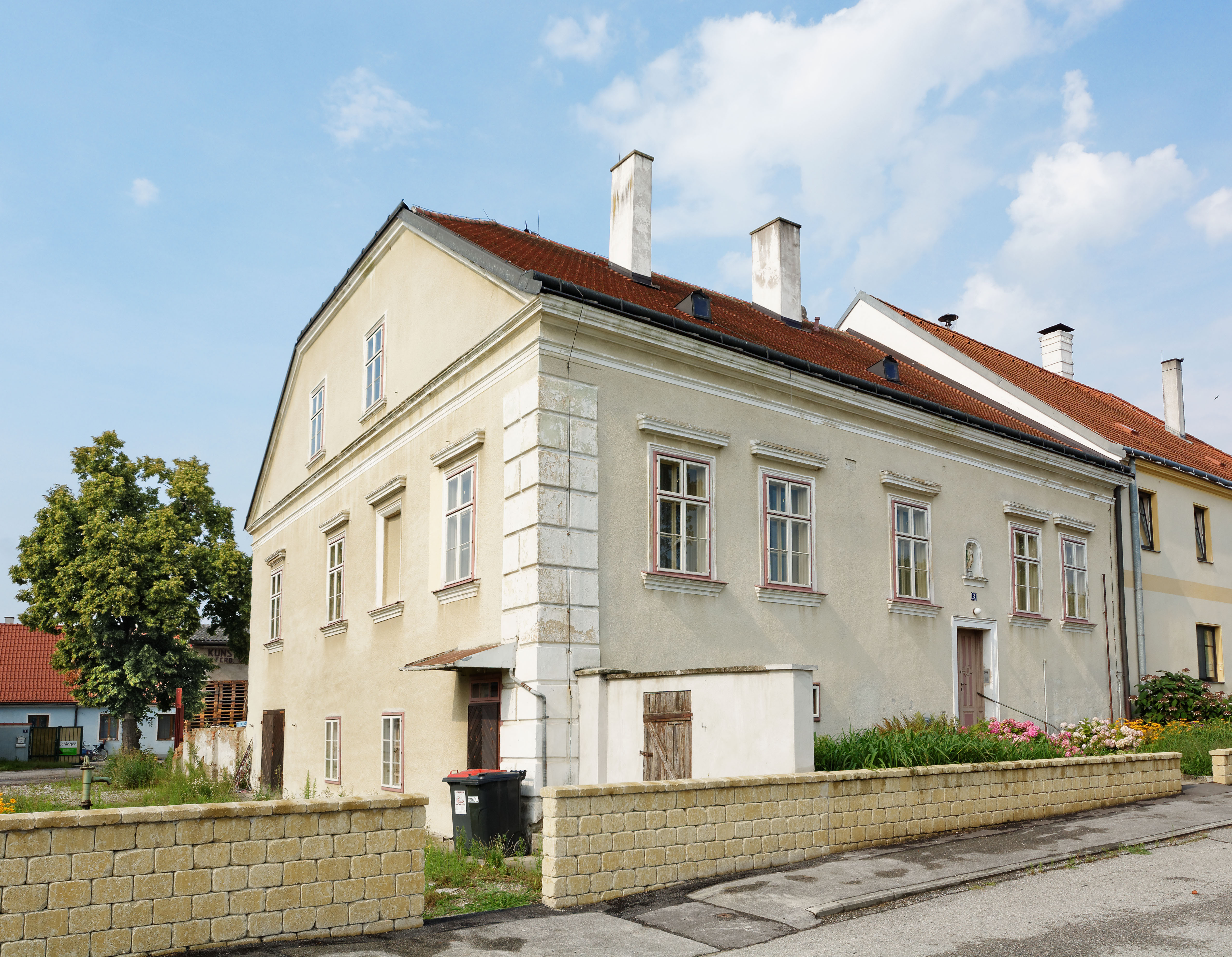
Fara v Rustu im Tullnerfeld
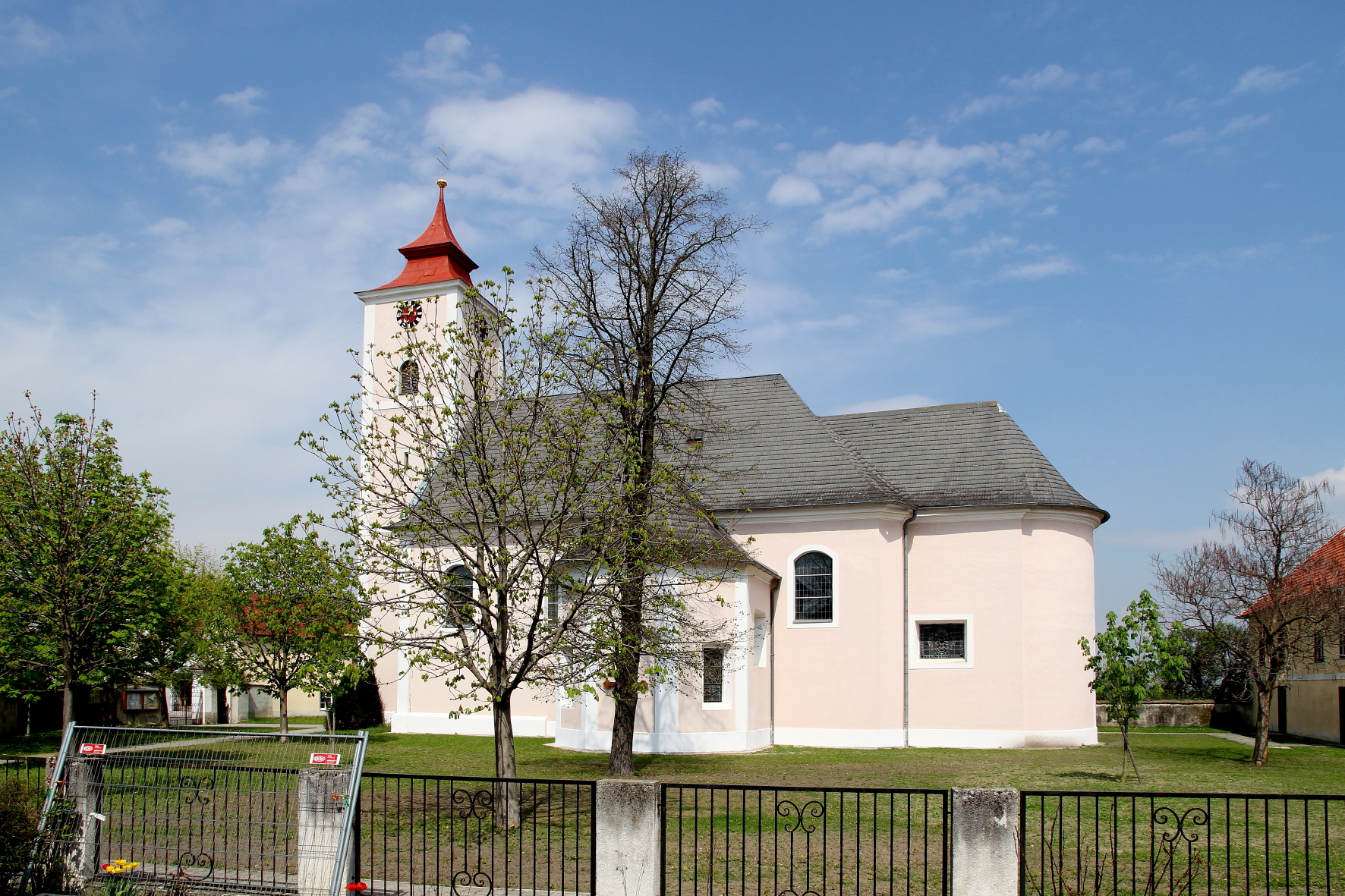
Kostel v Michelhausenu
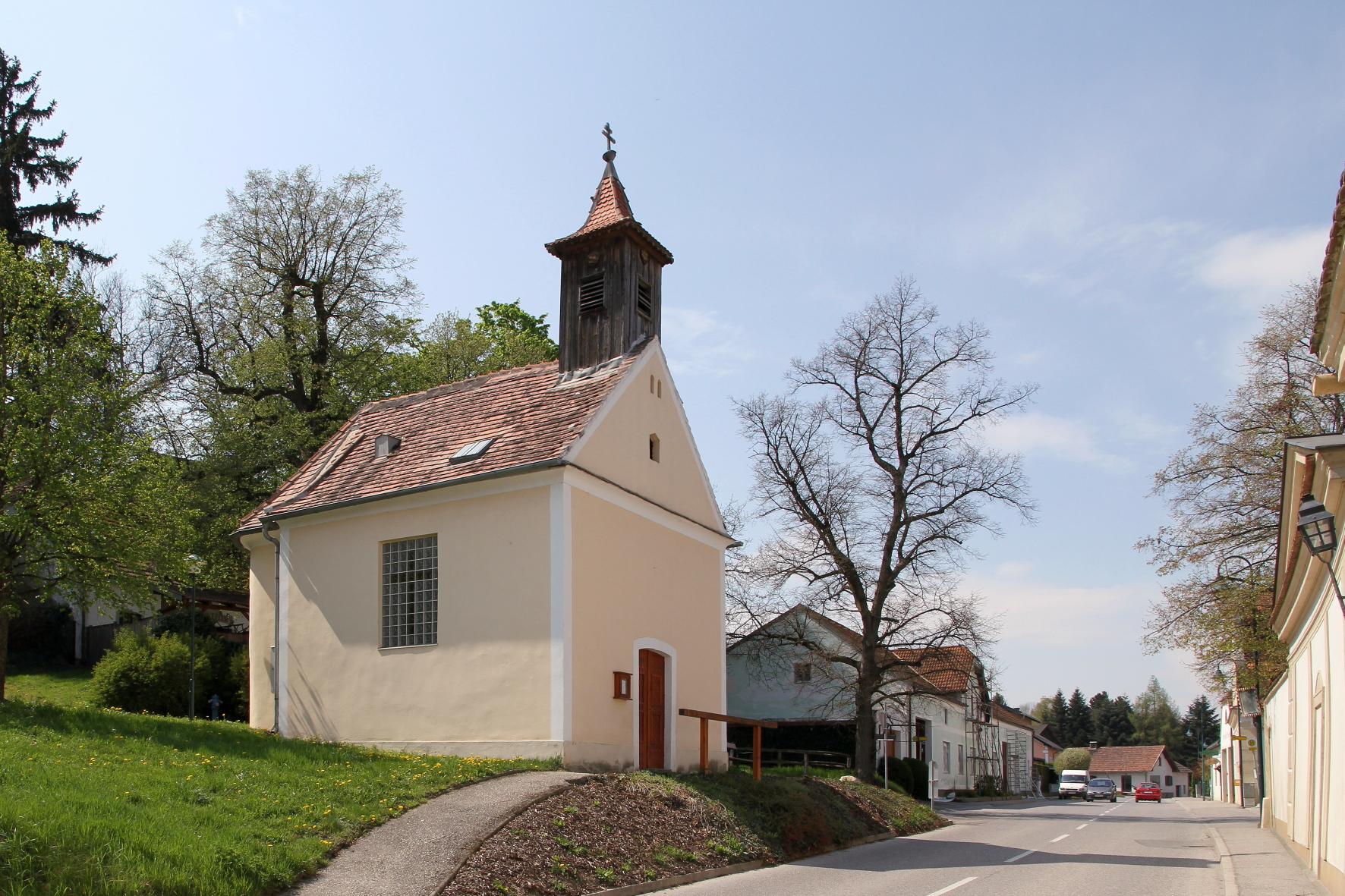
Pixendorf